# Brotherhood Bridge
Brotherhood Bridge je silniční most ve městě Juneau ve státě Aljaška v USA. Jedná se o betonový most, který překonává řeku Mendenhall River. 
Most byl vybudován v roce 1965 na místě, kde stály dříve jiné, starší mosty, původně vzniklé v letech 1901, 1919 a 1931. Jeho tvůrcem byl inženýr Roy Peratovich. 